# Бристольская биржа
Бристольская биржа — здание в Бристоле, единственное сохранившееся в Англии здание биржи XVIII века. Биржа была построена в 1741—1743 годах на Корн-стрит Джоном Вудом-старшим, архитектором Ливерпульской биржи, в классическом стиле; украшена коринфскими колоннами.
Часы на фасаде здания (1822) интересны тем, что у них две минутных стрелки. Чёрная стрелка показывает бристольское время, а красная — гринвичское. Красную стрелку добавили после того, как в Бристоле появилась железнодорожная станция, живущая по стандартизированному времени.
В 1872 году здание биржи было перестроено, внутренний двор перекрыли крышей. В середине 1960-х годов этот крытый двор был популярным местом проведения концертов. Здесь выступали The Rolling Stones, The Yardbirds, Cream, The Pretty Things. В настоящее время в здании размещены офисы.